# Жь
Жь, жь — кириллический диграф, используемый в абазинском, адыгейском и кабардино-черкесском языках.

## Использование
В 1938 абазинский язык перешёл на алфавит на основе кириллицы, созданный Георгием Петровичем Сердюченко. С момента создания алфавита изменения в абазинскую письменность не вносились. 
Адыгейский кириллический алфавит был составлен в 1937 году лингвистами Николаем Феофановичем Яковлевым и Даудом Алиевичем Ашхамафом. Долгое время специалисты не могли прийти к единому мнению в вопросе о том, какие из ди- и триграфов считать отдельными буквами. Со временем сложился консенсус, что отдельными буквами считаются 66 знаков адыгейской письменности, и это нашло законодательное закрепление в 1989 году. 
В 1936 году языковед Тута Магомедович Борукаев создал алфавит на основе кириллицы для кабардино-черкесского языка. Данный вариант алфавита изначально содержал диграф Жь, но кабардино-черкесская письменность была реформирована спустя два года. 
Во всех языках, в письменностях которых используется диграф, с помощью него передаётся звонкий альвеоло-палатальный сибилянт [ʑ].
Пример использования в абазинском языке: Жьы — «мясо». В адыгейском языке диграф используется в частности в слове жьыбгъэ — «ветер». В кабардино-черкесском языке диграф можно встретить в слове жьынду — «сова».